# Asteia vanharteni
Asteia vanharteni är en tvåvingeart som beskrevs av Deeming 2010. Asteia vanharteni ingår i släktet Asteia och familjen smalvingeflugor. Inga underarter finns listade i Catalogue of Life.